# マハトマ・ガンディー世界平和賞
マハトマ・ガンディー世界平和賞（マハトマ・ガンディーせかいへいわしょう、Mahatma Gandhi Peace Award、略称：ガンディー平和賞）は、ガンディー記念国際財団（Gandhi Memorial International Foundation）から贈られる賞。この財団の創設者はマハトマ・ガンディーの親族を称するヨーゲシ・ガンディー（Yogesh Kothari Gandhi）。財団はアメリカ合衆国上院によって不正行為を行った団体の一つとして調査が行われ、財団自体も1999年に活動を停止しているため、以降の受賞は行われていない。

## 日本人受賞者
- 笹川良一（1987年）
日本の政治活動家、社会奉仕活動家、右翼活動家。
マハトマ・ガンディー世界平和賞の受賞1年後に財団に50万ドルを支払ったことが米国上院 Committee on Governmental Affairsの最終報告書で明らかにされた[2] 。
- 福永法源（1995年）
宗教家（法の華三法行教祖）、自称平和運動家、後に詐欺事件で実刑判決を受けた。
ブローカーのタナカ・ヨシオを通じて、ヨーゲシ・ガンディーの口座に75万ドルを送金したことが米国上院 Committee on Governmental Affairsの最終報告書で明らかにされた[2]。法の華三法行をめぐる日本での訴訟記録にも符合する記述がある[要出典]。